# 迪勒尔曼杜-迪阿吉亚尔
迪勒尔曼杜-迪阿吉亚尔是巴西南大河州的一个市镇。总面积602.571平方公里，总人口3129人，人口密度5.2人/平方公里。